# Досьо Сара
Сара Досьо (яп. 土性 沙羅; нар. 17 жовтня 1994, Мацусака, префектура Міє) — японська борчиня вільного стилю, чемпіонка, дворазова бронзова та срібна призерка чемпіонатів світу, чотириразова чемпіонка Азії, дворазова володарка Кубків світу, чемпіонка Універсіади, чемпіонка Олімпійських ігор.

## Біографія
Боротьбою займається з 2003 року. Чемпіонка світу серед юніорів 2011 року, бронзова призерка юніорської світової першості 2012 року. Чемпіонка Азії 2009 року серед кадетів.

## Спортивні результати на міжнародних змаганнях

### Виступи на Олімпіадах
| Змагання                    | Збірна | Вагова категорія          | Місце  |
| --------------------------- | ------ | ------------------------- | ------ |
| Літні Олімпійські ігри 2016 | Японія | жіноча боротьба, до 69 кг | Золото |
| Літні Олімпійські ігри 2020 | Японія | жіноча боротьба, до 68 кг | 5      |

### Виступи на Чемпіонатах світу
| Змагання                        | Збірна | Вагова категорія          | Місце  |
| ------------------------------- | ------ | ------------------------- | ------ |
| Чемпіонат світу з боротьби 2013 | Японія | жіноча боротьба, до 67 кг | Бронза |
| Чемпіонат світу з боротьби 2014 | Японія | жіноча боротьба, до 69 кг | Срібло |
| Чемпіонат світу з боротьби 2015 | Японія | жіноча боротьба, до 69 кг | Бронза |
| Чемпіонат світу з боротьби 2017 | Японія | жіноча боротьба, до 69 кг | Золото |
| Чемпіонат світу з боротьби 2019 | Японія | жіноча боротьба, до 68 кг | 5      |

### Виступи на Чемпіонатах Азії
| Змагання                       | Збірна | Вагова категорія          | Місце  |
| ------------------------------ | ------ | ------------------------- | ------ |
| Чемпіонат Азії з боротьби 2012 | Японія | жіноча боротьба, до 67 кг | 6      |
| Чемпіонат Азії з боротьби 2014 | Японія | жіноча боротьба, до 69 кг | Золото |
| Чемпіонат Азії з боротьби 2016 | Японія | жіноча боротьба, до 69 кг | Золото |
| Чемпіонат Азії з боротьби 2017 | Японія | жіноча боротьба, до 69 кг | Золото |
| Чемпіонат Азії з боротьби 2019 | Японія | жіноча боротьба, до 68 кг | Золото |

### Виступи на Кубках світу
| Змагання                    | Збірна | Вагова категорія          | Місце  |
| --------------------------- | ------ | ------------------------- | ------ |
| Кубок світу з боротьби 2012 | Японія | жіноча боротьба, до 67 кг | 5      |
| Кубок світу з боротьби 2014 | Японія | жіноча боротьба, до 69 кг | Золото |
| Кубок світу з боротьби 2018 | Японія | команда                   | Золото |

### Виступи на Універсіадах
| Змагання               | Збірна | Вагова категорія          | Місце  |
| ---------------------- | ------ | ------------------------- | ------ |
| Літня Універсіада 2013 | Японія | жіноча боротьба, до 67 кг | Золото |

### Виступи на інших змаганнях
| Змагання                                       | Збірна | Вагова категорія          | Місце  |
| ---------------------------------------------- | ------ | ------------------------- | ------ |
| Золотий Гран-прі з боротьби 2011 (Красноярськ) | Японія | жіноча боротьба, до 67 кг | 5      |
| Золотий Гран-прі з боротьби 2011 (Баку)        | Японія | жіноча боротьба, до 67 кг | Золото |
| Золотий Гран-прі з боротьби 2012 (Красноярськ) | Японія | жіноча боротьба, до 67 кг | Золото |
| Золотий Гран-прі з боротьби 2012 (Баку)        | Японія | жіноча боротьба, до 67 кг | Бронза |
| Чемпіонат Японії з боротьби 2018               | Японія | жіноча боротьба, до 68 кг | Золото |
| Чемпіонат Японії з боротьби 2019               | Японія | жіноча боротьба, до 68 кг | 5      |

### Виступи на змаганнях молодших вікових груп
| Змагання                                      | Збірна | Вагова категорія          | Місце  |
| --------------------------------------------- | ------ | ------------------------- | ------ |
| Чемпіонат світу з боротьби серед юніорів 2011 | Японія | жіноча боротьба, до 67 кг | Золото |
| Чемпіонат світу з боротьби серед юніорів 2012 | Японія | жіноча боротьба, до 67 кг | Бронза |
| Чемпіонат Азії з боротьби серед кадетів 2009  | Японія | жіноча боротьба, до 65 кг | Золото |